# Andrzej Biegalski
Andrzej Biegalski (Gierczyn, 1953. március 5. – 2017. március 14.) Európa-bajnok lengyel ökölvívó.

## Pályafutása
Az 1974-es havannai világbajnokságon a negyeddöntőig jutott. Legnagyobb sikere az 1975-ös katowicei Európa-bajnokságon elért aranyérme volt. Részt vett az 1976-os montréali olimpián is, de már az első mérkőzésén vereséget szenvedett. Utolsó nemzetközi versenye az 1979-es kölni Európa-bajnokság volt. Háromszor volt lengyel bajnok. 1974-ben és 1978-ban nehézsúlyban, 1979-ben szupernehézsúlyban győzött.

## Sikerei, díjai
- Európa-bajnokság
  - aranyérmes: 1975, Katowice